# Pueblo aboh
El pueblo aboh es también conocido como abo o ukwuani-aboh-kwale. Es una etnia del grupo igbo al sur de Nigeria que ocupa territorios de los estados de Delta, Anambra y de Rivers.  Son agricultores dedicados a la recolección del aceite de palma y plátanos. Complementan su economía con la pesca.

## Idioma
Su idioma es el ukwuani-aboh-ndoni del que se estiman 320.000 hablantes en Nigeria a 2016. Pertenece al filo Níger-Congo, dentro de la familia Benue-Congo del complejo lingüístico igbo. La lengua ukwiani-aboh utiliza caracteres latinos para su escritura.
El idioma del pueblo aboh también es conocido con los nombres abo, aboh, eboh, kwale, ndoni, ukwali, ukwani y ukwuani.

## Distribución territorial
En el estado nigeriano de Rivers, se ubican en territorios de la localidad de Ogba-Egbema-Ndoni Y Oguta. En el estado de Anambra hay abohs en la población de Ogbaru y en el estado de Edo en la población de Ndokwa del Este.

## Religión
Las tradiciones espirituales del pueblo aboh se mantienen vivas, aunque el 95% practica el cristianismo (80% católicos y 20% protestantes).